# Мухаммед аль-Мансур
Мухаммед аль-Мансур бін Алі аль-Вашалі (араб. المنصور محمد بن علي; 1441 — 4 березня 1505) — імам Зейдитської держави в Ємені.